# Mult zgomot pentru nimic (film din 1993)
Mult zgomot pentru nimic (titlu original: Much Ado about Nothing) este un film britanico-american de comedie din 1993. Este o adaptare a piesei omonime de William Shakespeare, în regia lui Kenneth Branagh.

## Distribuție
- Kenneth Branagh ca Benedick, un nobil la curtea lui Don Pedro.
- Emma Thompson ca Beatrice
- Robert Sean Leonard - Contele Claudio
- Kate Beckinsale ca Hero, singurul copil al Guvernatorului Leonato
- Denzel Washington ca Don Pedro, Prinț de Aragon
- Keanu Reeves ca Don John, fratele geamăn și malefic al lui Don Pedro
- Richard Briers ca Leonato, Guvernator al Messinei și tatăl lui Hero.
- Michael Keaton ca Dogberry, polițistul local
- Gerard Horan ca Borachio, acolit beat al lui Don John
- Brian Blessed ca Antonio, fratele lui Leonato și tatăl Beatricei
- Ben Elton ca Verges
- Jimmy Yuill ca Friar Francis, preotul de la nunta lui Hero și Claudio
- Richard Clifford - Conrade, un servitor al lui Don John.
- Phyllida Law ca Ursula.
- Patrick Doyle ca Balthazar, muzicianul lui Don Pedro.